# 3 Pułk Dragonów (II RP)
3 pułk dragonów – oddział jazdy dywizyjnej Wojska Polskiego w II Rzeczypospolitej okresu wojny polsko-bolszewickiej.

## Formowanie i zmiany organizacyjne
Rozkazem Ministerstwa Spraw Wojskowych z 17 czerwca 1919, z luźnych szwadronów poprzydzielanych do oddziałów piechoty jako kawaleria dywizyjna, utworzone zostały cztery pułki dragonów: 1. w Lublinie, 2. w Pińczowie, 3. w Tarnowie i 4 pułk dragonów kresowych.
Pułki posiadały różną liczbę dywizjonów i szwadronów. 3 pułk miał początkowo trzy szwadrony.
Etat szwadronu polowego pułku dragonów wynosił: 5 oficerów, 1 podchorąży, 23 podoficerów i 140 szeregowych. Koni wierzchowych 146, taborowych 14, jedna kuchnia polowa i 6 wozów.
Pułk nie miał osobnej komisji gospodarczej. Dowództwo pułku obsługiwane było przez komisję gospodarczą dowództwa frontu na którym działały jego dywizjony.
Pułk posiadał też szwadron zapasowy. Ten dzielił się na dwa oddziały: sztabowy i rekrucki. Etat szwadronu wynosił 8 oficerów (w tym dowódca i adiutant, 2 ujeżdżczy koni, dowódca oddziału rekrutów, oficer kasowy, lekarz i weterynarz), 15 podoficerów, 100 szeregowych, 93 konie wierzchowe, 10 taborowych.
Do 3 pułku dragonów (z miejscem postoju szwadronu zapasowego w Tarnowie) zaliczono szwadrony 5 i 6 Dywizji Piechoty oraz Brygady Górskiej.
Jesienią 1919 zreorganizowano jazdę dywizyjną. W miejsce istniejących pułków dragonów sformowano cztery pułki strzelców konnych. Dowództwa pułków strzelców konnych sprawowały tylko funkcje inspekcyjne, nie dowódcze. Dwudywizjonowy 3 pułk strzelców konnych we wrześniu swój I dywizjon wydzielił dla 6 Dywizji Piechoty, a II dywizjon oddał Dywizji Górskiej.
Poza zmianą nazwy, przemianowanie to nie pociągnęło za sobą żadnych zmian organicznych wewnątrz pułków. Dawni dragoni przestali jednak nosić zielone patki na kołnierzach.
W międzyczasie pułki rozrosły się do czterech dyonów i posiadały nominalnie po 8 szwadronów i szwadron zapasowy.
W drugiej połowie 1920 wyszły nowe etaty wojenne pułków strzelców konnych.
Według tych etatów, w skład pułku wchodziły trzy dywizjony z numeracją I–III, oraz szwadron zapasowy. Dywizjon składał się z dowództwa dyonu, plutonu ckm na taczankach i dwóch szwadronów z wewnętrzną numeracją pułkową 1–6.
Szwadron zapasowy dzielił się na dowództwo ze sztabem i sekcją łączności, oraz oddziały: rekrutów, ozdrowieńców, ujeżdżania koni i karabinów maszynowych.
W międzyczasie do pułku wcielono szwadron konny żandarmerii i 2 szwadron kujawski Newelskiego.
W przyjętej, w 1921, pokojowej organizacji jazdy zdecydowano się na pozostawienie dziesięciu pułków strzelców konnych, jako jazdy dywizyjnej. Pułki podporządkowane zostały dowódcom okręgów korpusów na terenie, których stacjonowały bądź eksterytorialnie. Nastąpiła reorganizacja "wojennych" pułków strzelców konnych. Istniejący III dywizjon 3 psk rozwinął się w 23 pułk ułanów, zaś 1 szwadron był zalążkiem  9 pułk ułanów.

## Struktura organizacyjna
Pierwszy skład:
- dowództwo pułku w Tarnowie
- szwadron kawalerii lwowskiej „Wilki”[a]
- 2 szwadron jazdy wołyńskiej
- 1 szwadron 2 pułku ułanów

## Żołnierze pułku
| Stanowisko                     | Stopień, imię i nazwisko              |
| ------------------------------ | ------------------------------------- |
| Dowódca dywizjonu              | rtm. Henryk Tarło                     |
| Adiutant                       | ppor. Julian Wierucki                 |
| Lekarz                         | pchor. san. Leon Berkowicz            |
| Lekarz wet.                    | ppor. lek. wet. Stanisław Gielitowicz |
| Dowódca 1 szwadronu            | por. Stanisław Gepner                 |
| Dowódca plutonu                | por. Feliks Batkowski                 |
| Dowódca plutonu                | ppor. Adolf Birnbaum (od 25 IX)       |
| Dowódca 2 szwadronu            | por. Stefan Liszko                    |
| Dowódca plutonu                | ppor. Stanisław Wierzycki             |
| Oficer dyonu (dowódca plutonu) | ppor, Leopold Letyński                |
| Oficer dyonu                   | ppor. Stanisław Świderski             |